# Calumma peyrierasi
Calumma peyrierasi is een hagedis uit de familie kameleons (Chamaeleonidae).

## Naam en indeling
De wetenschappelijke naam van de soort werd voor het eerst voorgesteld door Édouard Raoul Brygoo, Charles Blanc en Charles Domergue in 1974.
De soortaanduiding peyrierasi is een eerbetoon aan de Franse entomoloog André Peyriéras (1927 – 2018), oprichter van het Peyrieras Reptile Reserve. De kameleon moet niet verward worden met Brookesia peyrierasi, die dezelfde soortaanduiding draagt maar tot de kortstaartkameleons behoort.

## Verspreiding en habitat
Calumma peyrierasi is endemisch in Madagaskar en komt alleen voor in Nationaal park Marojejy. De habitat bestaat uit hoger gelegen tropische en subtropische scrublandgebieden. De soort is aangetroffen op een hoogte van ongeveer 1900 tot 2000 meter boven zeeniveau.

## Beschermingsstatus
Door de internationale natuurbeschermingsorganisatie IUCN is de beschermingsstatus 'kwetsbaar' toegewezen (Vulnerable of VU).